# Robert Lewis Taylor
Robert Lewis Taylor (24. září 1912 Carbondale – 30. září 1998) byl americký spisovatel, autor a držitel Pulitzerovy ceny za rok 1959.

## Životopis
Robert Lewis Taylor se narodil 24. září 1912 v Carbondale ve státě Illinois. Studoval Southern Illinois University, ze které ale po roce odešel. Později úspěšně absolvoval Illinoiskou univerzitu v Urbana-Champaign.
V roce 1939 začal psát pro časopis The New Yorker. Jeho práce se objevily také v časopisech The Saturday Evening Post a Reader's Digest.
V letech 1942 až 1946 sloužil během druhé světové války u námořnictva Spojených států. Během své služby napsal řadu povídek a Adrift in a Boneyard, rozsáhlou beletrii o přeživších katastrofy. V roce 1945 se oženil s Judith Martin.
Taylorův román The Travels of Jaimie McPheeters z roku 1958 o čtrnáctiletém chlapci a jeho otci v době kalifornské zlaté horečky získal Pulitzerovu cenu a bylo plánované jeho filmové zpracování, ale nakonec se místo toho stal televizním seriálem. Kniha A Journey to Matecumbe se v roce 1976 filmové adaptace Poklad na ostrově Matecumbe. Jeho román Professor Fodorski posloužil jako předloha pro muzikál All American z roku 1962.
Robert Lewis Taylor zemřel 30. září 1998 ve věku 86 let.